# David Manoyan
David Manoyan (en arménien Դավիթ Մանոյան), est un footballeur international arménien, né le 5 juillet 1990 à Erevan. Il évolue au poste de milieu.

## Biographie

### International
Le 14 février 2009, il reçoit sa première sélection en équipe d'Arménie, lors du match Arménie - Lettonie au Stade Tsirion à Limassol (0-0).
Il joua aussi pour l'équipe d'Arménie Occidentale de Football lors de la Coupe d'Europe Conifa et inscrivit un but sur penalty à la 32e minute contre l'Abkhazie (1-1)

## Palmarès
- Avec Pyunik Erevan :
  - Champion d'Arménie en 2008, 2009, 2010, 2015 et 2018.
  - Vainqueur de la Coupe d'Arménie en 2009, 2010 et 2015.
  - Vainqueur de la Supercoupe d'Arménie en 2008, 2010 et 2011.

## Statistiques détaillées

### En club
| Saison                | Club                  | Championnat           | Championnat | Championnat | Coupe(s) nationale(s) | Coupe(s) nationale(s) | Compétition(s) continentale(s) | Compétition(s) continentale(s) | Compétition(s) continentale(s) | Sélection | Sélection | Sélection | Total | Total |
| Saison                | Club                  | Division              | M.          | B.          | M.                    | B.                    | Comp.                          | M.                             | B.                             | Équipe    | M.        | B.        | M.    | B.    |
| 2008                  | Pyunik Erevan         | 1                     | 6           | 0           | 2                     | 0                     | -                              | -                              | -                              | -         | -         | -         | 8     | 0     |
| 2009                  | Pyunik Erevan         | 1                     | 24          | 2           | 2                     | 0                     | C1                             | 1                              | 0                              | Arménie   | 2         | 0         | 29    | 2     |
| 2010                  | Pyunik Erevan         | 1                     | 26          | 1           | 5                     | 1                     | C1                             | 2                              | 0                              | Arménie   | 4         | 0         | 37    | 2     |
| 2011                  | Pyunik Erevan         | 1                     | 3           | 0           | -                     | -                     | C1                             | 2                              | 0                              | -         | -         | -         | 5     | 0     |
| 2012 - 2013           | Pyunik Erevan         | 1                     | 10          | 0           | -                     | -                     | -                              | -                              | -                              | Arménie   | 3         | 0         | 13    | 0     |
| 2012 - 2013           | Kuban Krasnodar       | 1                     | 0           | 0           | -                     | -                     | -                              | -                              | -                              | Arménie   | 1         | 0         | 1     | 0     |
| 2012 - 2013           | Pyunik Erevan         | 1                     | 1           | 1           | -                     | -                     | -                              | -                              | -                              | Arménie   | 1         | 0         | 2     | 1     |
| Total sur la carrière | Total sur la carrière | Total sur la carrière | 70          | 4           | 9                     | 1                     | -                              | 5                              | 0                              | 0         | 11        | 0         | 95    | 5     |